# Antti Aalto
Antti Sami Aalto, född den 4 mars 1975 i Villmanstrand, finländsk ishockeyspelare.
Aalto draftades 1993 av Mighty Ducks of Anaheim som nr 134 totalt. Han fortsatte att spela för HC TPS till säsongen 1997-98, då han gick över till Ducks och spelade för Cincinnati Mighty Ducks i 29 matcher och för Mighty Ducks of Anaheim i tre matcher. Han fortsatte att spela i NHL till säsongen 2000/2001 och återvände då till Finland där han fortsatte att spela till säsongen 2005/2006, då han tvingades att sluta på grund av en axelskada.